# Donaulimes

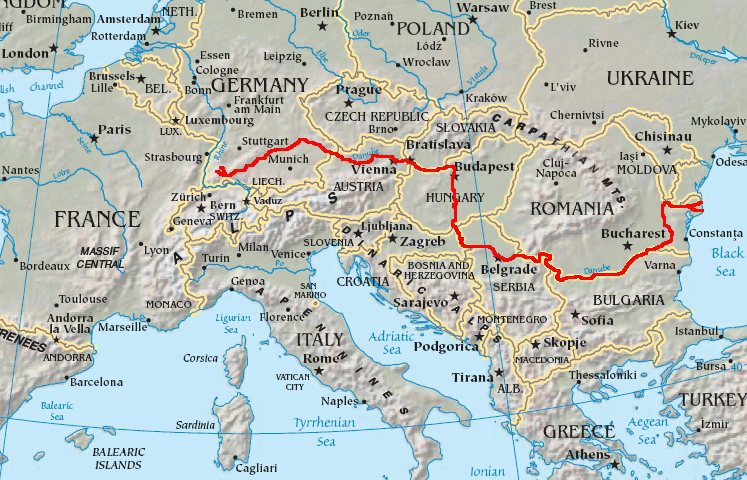
Loop van de Donau in het rood

De Donaulimes is een onderdeel van de Romeinse militaire grens langs de Donau in de landen die we tegenwoordig Duitsland, Oostenrijk, Slowakije, Hongarije, Servië, Bulgarije en Roemenië noemen. Sinds 2021 staat het westelijke deel ervan (in Duitsland, Oostenrijk en Slowakije) op de Unesco-Werelderfgoedlijst, sinds 2024 ook het deel in Dacia.
De limes werd gevormd door een gordel van verdedigingstorens, gestandaardiseerde kampen voor hulptroepen (castella) en legioenbases (castra). De kampen werden aanvankelijk gebouwd in het midden van de 1e eeuw, eerst met aarden muren, later met stenen muren.
Langs de Limes werd een weg aangelegd, die de stations, forten en vestingen moest verbinden, de Donauweg (Via Istrum).

## Opdeling
Vanwege de lengte van deze grens wordt ze vaak onderverdeeld in de volgende limes :
- Raetische limes (Opper-Germaans-Raetische limes, Unesco-werelderfgoed waarbij alleen het deel langs de Donau bij de Donaulimes gerekend wordt)
- Limes Noricum
- Limes Pannonicus
- Limes Moesia
- Limes Dacia

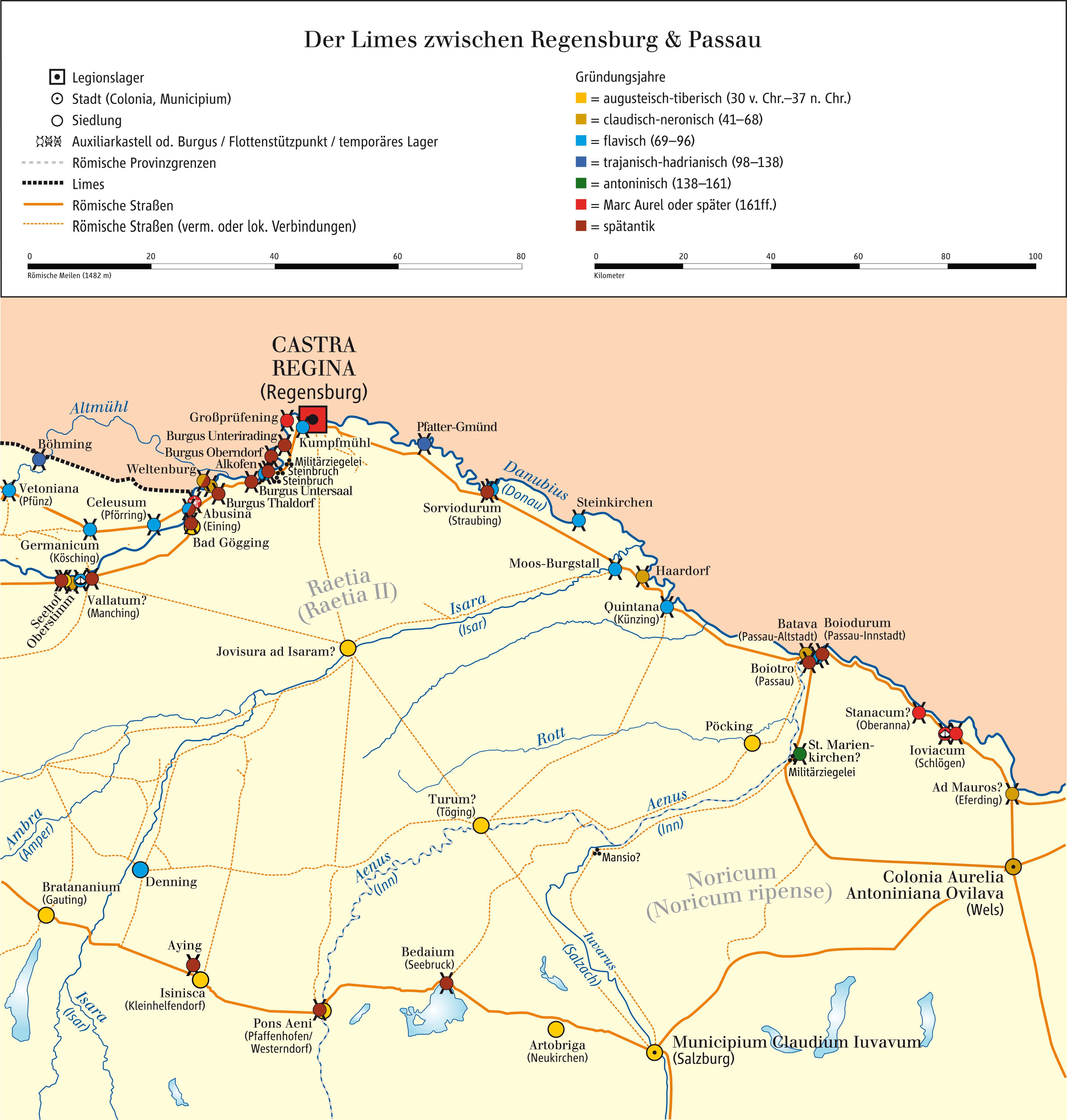
De Raetische limes (Duitsland)
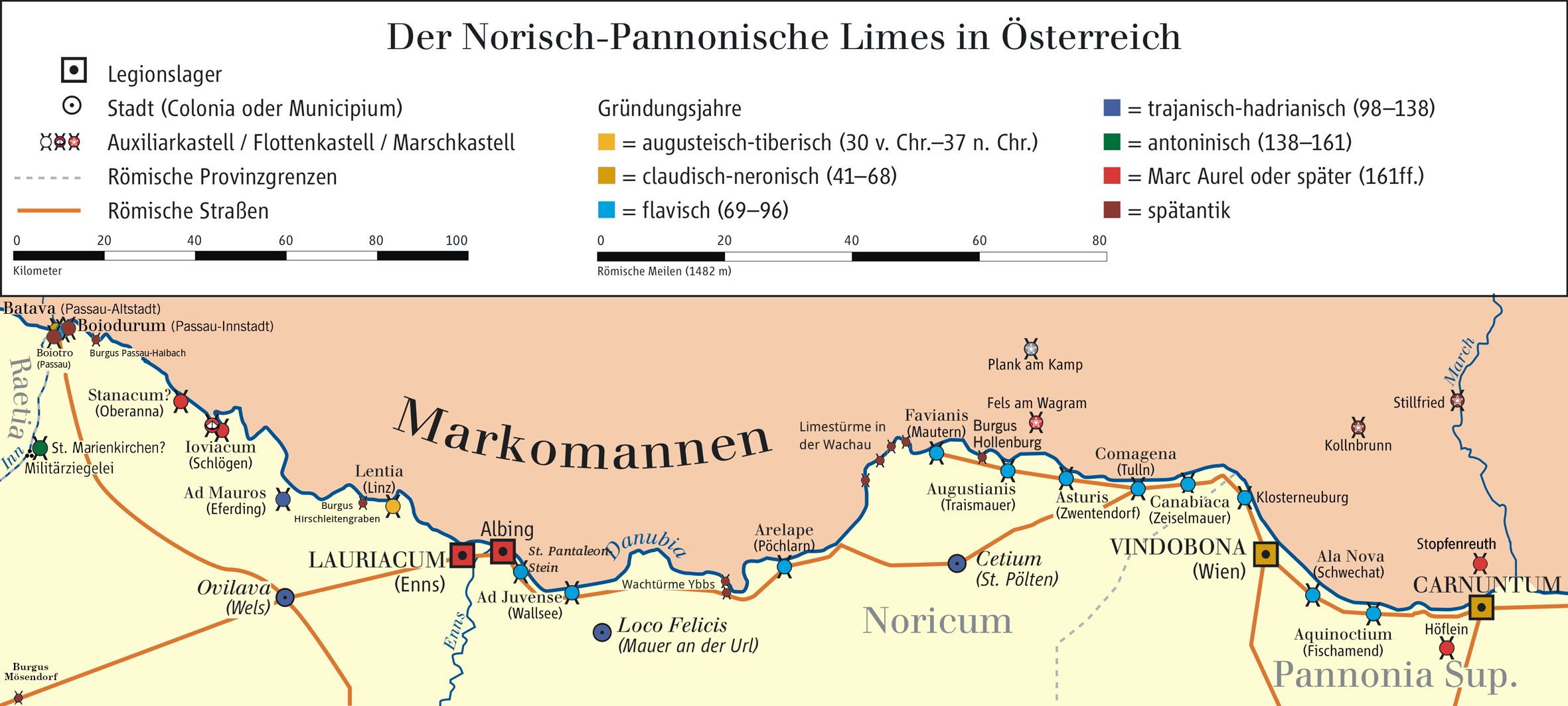
Limes Noricum (Oostenrijk)
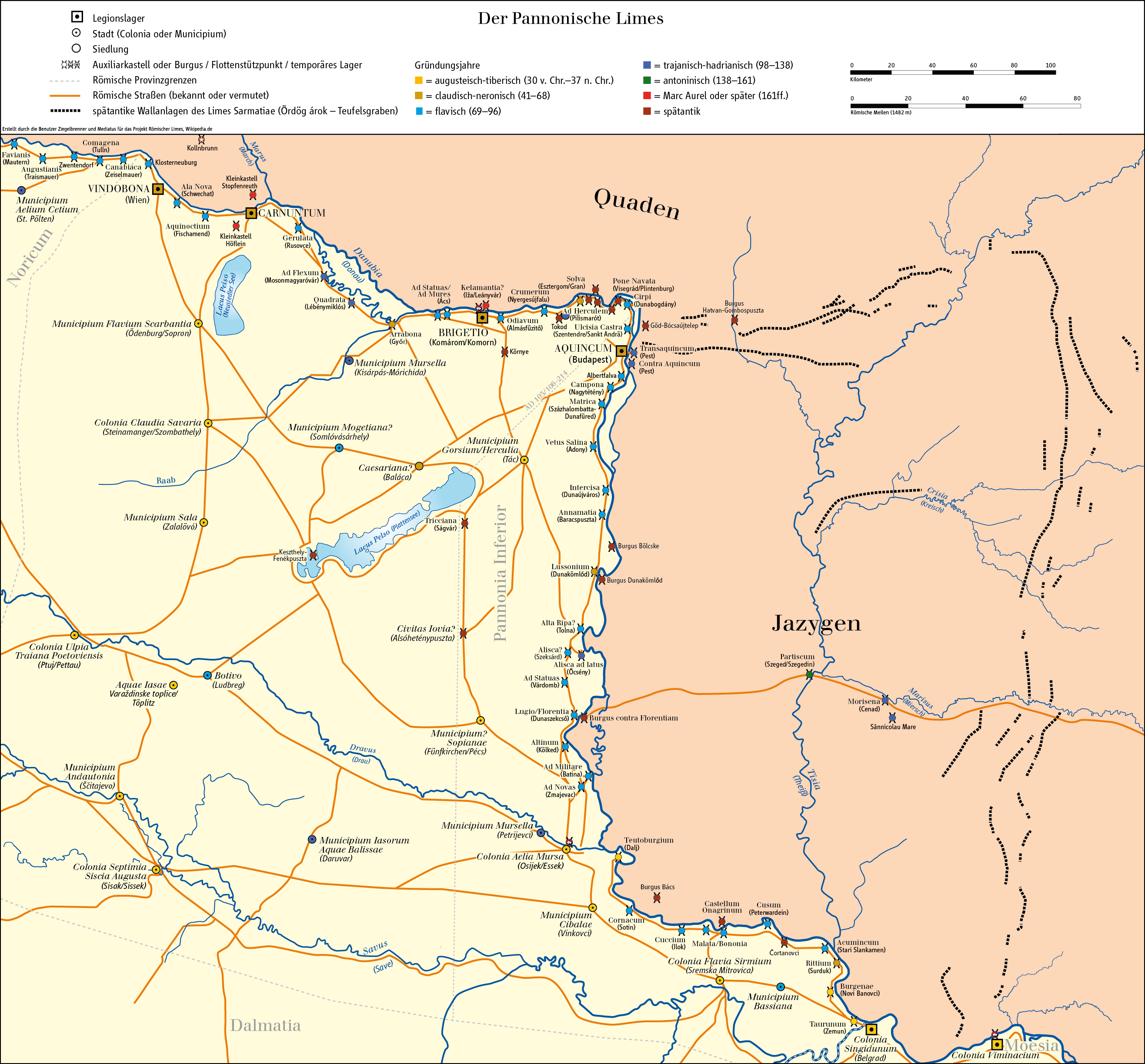
Limes Pannonicus (Hongarije)
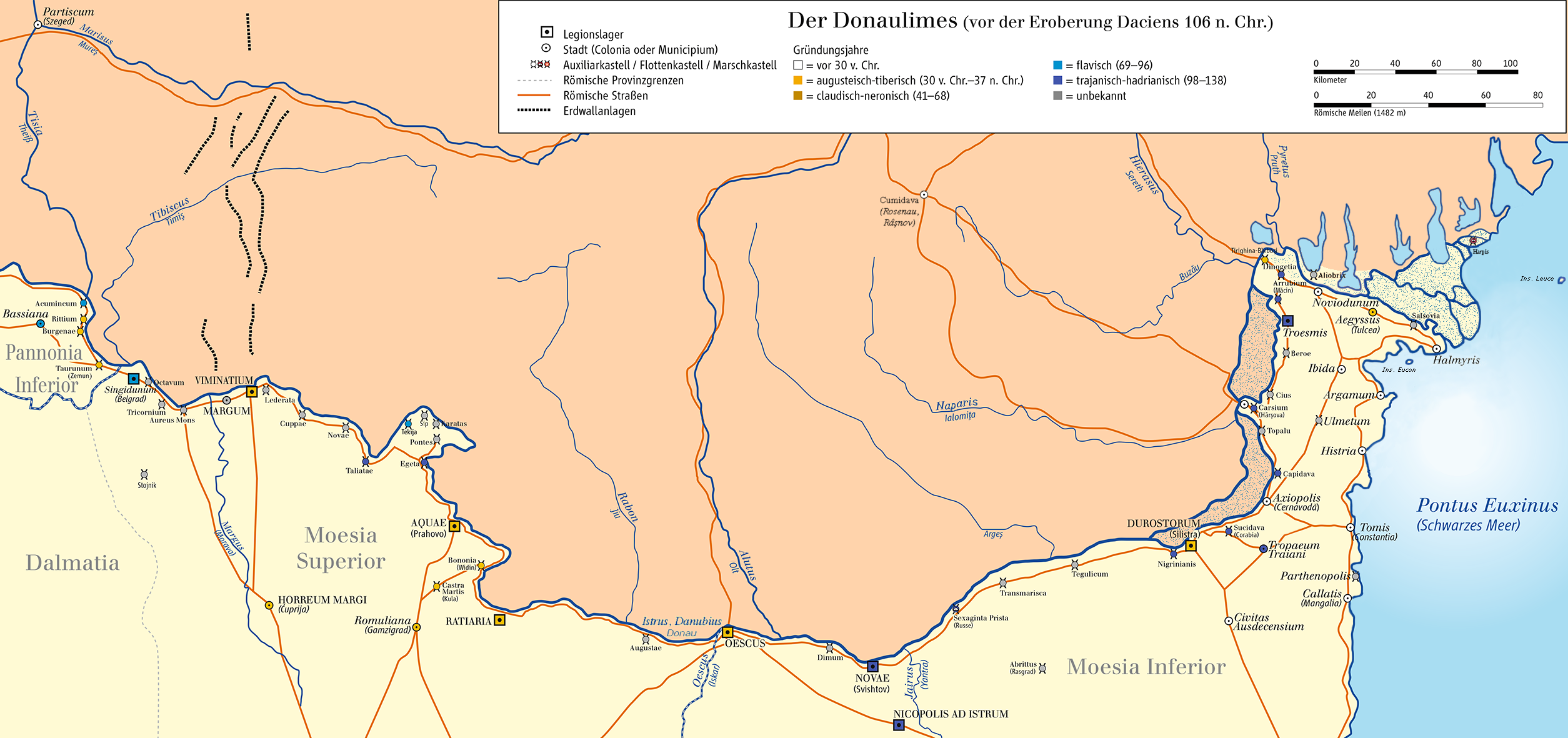
Limes Moesia en Dacia (Bulgarije en Roemenië)